# George Abecassis
George Edgar Abecassis, DFC, född 21 mars 1913 i Oatlands, Surrey, död 18 december 1991 i Ibstone, Buckinghamshire, var en brittisk racerförare och affärsman.

## Karriär
Abecassis debuterade med bilsport 1935 i en Austin Seven. Åren före andra världskriget var han framgångsrik i brittiska tävlingar med en Alta.
Vid krigsutbrottet tog Abecassis värvning hos Royal Air Force som pilot. Han tilldelades orden Distinguished Flying Cross för sina insatser i kriget.
Efter kriget öppnade Abecassis bilförsäljning tillsammans med John Heath i företaget Hersham and Walton Motors Ltd (HWM). 1948 började Abecassis och Heath bygga egna tävlingsbilar med motorer från Alta. HWM:s bilar var avsedda för formel 2, med stallet tävlade även i formel 1.
Abecassis körde två formel 1-lopp i karriären, utan framgång. Han hade större lycka i sportvagnsracing och tog en klasseger i Le Mans 24-timmars 1950 tillsammans med Lance Macklin i en Aston Martin DB2. 1953 kom han tvåa i Sebring 12-timmars tillsammans med Reg Parnell. Abecassis byggde även en HWM sportvagn med motor från Jaguar.
Sedan John Heath förolyckats i Mille Miglia 1956 avslutade Abecassis sin racingkarriär och fokuserade på HWM:s bilförsäljning. Företaget var brittisk generalagent för Facel Vega och är än idag återförsäljare för Aston Martin.

## F1-karriär
| Säsong | Stall/Tillverkare | Poäng | Placering |
| ------ | ----------------- | ----- | --------- |
| 1951   | HWM               | 0     | -         |
| 1952   | HWM               | 0     | -         |